# Сьямма, Селин
Сели́н Сьямма́ (фр. Céline Sciamma; род. 12 ноября 1978, Понтуаз, Франция) — французский кинорежиссёр и сценарист, фем-активистка.

## Биография
Селин Сьямма родилась 12 ноября 1978 года в городе Понтуаз, департамент Валь-д'Уаз, Франция. Кинематографическое образование получила в киношколе La Fémis, где её наставником был Ксавье Бовуа.
В 2007 году Сьямма дебютировала с полнометражной лентой «Водяные лилии» — историей 15-летней девочки, влюблённой в ровесницу, капитана команды по синхронному плаванию. Фильм был отобран для программы Каннского кинофестиваля «Особый взгляд», получил Приз Луи Деллюка и три номинации французской национальной кинопремии «Сезар».
Первый короткометражный фильм Сьяммы «Полин» (2010) был создан в рамках правительственной кампании против гомофобии. Фильм «Сорванец» (2011), рассказывающий о мире 10-летней девочки Лауры, выдающей себя за мальчика, получил приз «Тедди» на Берлинском кинофестивале и Гран-при «Золотой Дюк» Одесского кинофестиваля. Фильм «Девичество», поставленный в 2014 году, был отобран как фильм открытия секции «Двухнедельник режиссёров» на 67-м Каннском международном кинофестивале в 2014 году.
Фильм «Портрет девушки в огне» получил приз за лучший сценарий Каннского кинофестиваля и «квир-пальму» там же в 2019 году.
Селин Сьямма открытая лесбиянка. В 2014 году Адель Энель в своей речи на присуждении ей премии «Сезар» публично заявила, что она в отношениях с Селин, с которой познакомилась на съёмках фильма «Водяные лилии» в 2007 году. Пара распалась перед съёмками «[[Портрета девушки в огне» в 2018 году.
В 2018 году Селин Сьямма выступила в роли соорганизатора и участницы акции против неравенства на Каннском кинофестивале вместе с другими известными женщинами киноиндустрии, в числе которых Аньес Варда, Аву Дюверне, Кейт Бланшетт, Леа Сейду. Одной из первых присоединилась к движению французских профессионалов киноиндустрии 50/50, выступающему за гендерное равенство в кино.

## Фильмография
- 2004 — Первые общины (сценаристка) (короткометражный)
- 2006 — Спрячь радость (сценаристка) (короткометражный)
- 2007 — Водяные лилии (режиссёр, сценаристка)
- 2010 — Полин (режиссёр) (короткометражный)
- 2010 — Башня из слоновой кости (сценаристка)
- 2011 — Сорванец (режиссёр, сценаристка)
- 2012 — На зов скорби (сценаристка)
- 2014 — Девичество (режиссёр, сценаристка)
- 2014 — Молодой тигр (сценаристка)
- 2016 — Когда тебе семнадцать (сценаристка)
- 2016 — Жизнь Кабачка (сценаристка)
- 2017 — Ветер вращается (сценаристка)
- 2019 — Портрет девушки в огне (режиссёр, сценаристка)
- 2021 — Маленькая мама (режиссёр, сценаристка)
- 2021 — Париж, 13-й округ (сценаристка)
- 2024 — Женщины с балкона (сценаристка)